# برادفورد (مینه‌سوتا)
برادفورد (به انگلیسی: Bradford) یک منطقهٔ مسکونی در ایالات متحده آمریکا است که در شهرستان ایسانتی، مینه‌سوتا واقع شده‌است. برادفورد ۲۸۵٫۹۱ متر بالاتر از سطح دریا واقع شده‌است.